# アフマド・ハサン・アル＝バクル
アフマド・ハサン・アル＝バクル（アラビア語: أحمد حسن البكر、英語：Ahmed Hassan al-Bakr 、1914年7月1日 - 1982年10月4日）は、イラクの政治家・軍人。イラク共和国大統領（1968年7月17日 - 1979年7月16日）。最終階級は陸軍元帥。

## 来歴・人物
ティクリートのアル＝ブー・ナースィル族（البو ناصر, 転写：Al-Bū Nāṣir, 発音：アル＝ブー・ナースィル, 主な英字表記：Al-Bu Nasir）の家に生まれる。1932年に師範学校を卒業して教師となるものの、その後イラク軍に入隊し1938年 - 1941年に士官学校で学ぶ。1941年に起こったラシード・アーリー・アル＝ガイラーニー率いるGolden Squareによるクーデターとそれに続くアングロ・イラク戦争にも参加し、投獄された経験がある。
後に軍大学を卒業し、イラク軍で各職を歴任。自由将校団員となり、1958年のイラク革命に参加し、バアス党党員となる。アブドルカリーム・カーシム政権下ではバグダッド条約機構からの脱退に協力した。1963年のラマダーン革命で第1次バアス党政権を樹立して首相となるも9か月後の1963年11月イラククーデターでバアス党は政権から放逐されてバクルも投獄される。このころにはバクルはバアス党地域指導部書記長となって近縁のティクリート出身者を重用する縁故主義を進め、のちの彼の後継者となるサッダーム・フセインとも従兄弟であった。
1968年の7月17日革命でバアス党政権が発足すると、バクルは大統領兼首相及び革命指導評議会議長に就任した。1973年から国防相も兼務した。
1968年8月に閣僚ポストを提案して懐柔を試みるも拒否されたため、イラク共産党を弾圧する。しかし、1972年4月9日、石油産業の国有化のためにソビエト連邦と友好協力条約を結び、与党にすることができたイラク共産党から2名を閣僚にした。1970年から1980年まで2度の石油危機もあり年率11.9の経済成長でイラクの一人当たりGDPと石油生産はピークに達し、世界第2位の石油輸出国になり、教育も向上する。

アル＝バクル（右）とサッダーム

しかし、バクルの大統領としての権威は1977年に、革命指導評議会副議長に就任したサッダームが革命指導評議会メンバーと閣僚を自分の側近に入れ替えて以来、低下していた。国民も大統領宮殿を「かの名将の墓場」と呼び、サッダームもバクルを「あの軍人さまは、手の空いた時間を国政とは無関係なことに費やしている。彼は思い出に浸かって生きているだけだ」と蔑んでいた。
1979年に病気を理由に大統領職をサッダームに譲って政界から引退したが、実態は副大統領サッダームを中心とした、1978年10月に対立するシリアのハーフィズ・アル＝アサドと結んだ統合憲章に反発した幹部の宮廷クーデターによる追放と考えられる。
1982年10月4日、68歳で死去。